# Hamilton Jordan
William Hamilton McWhorter Jordan, född 21 september 1944 i Charlotte, North Carolina, död 20 maj 2008 i Atlanta, Georgia, var en amerikansk politiker, statstjänsteman, idrottsledare, memoarförfattare och affärsman. Han tjänstgjorde 1979-1980 som Vita husets stabschef under USA:s president Jimmy Carter. Han är också känd för att ha startat tennisens ATP-tour.
Jordan föddes i Charlotte, North Carolina men växte upp i Albany, Georgia. Han avlade 1967 grundexamen i statsvetenskap vid University of Georgia. Han var en viktig strateg i Carters vinnande valkampanj i presidentvalet i USA 1976.
Vice justitieministern Benjamin Civiletti fick 1978 i uppdrag att reda ut informationen gällande Jordans påstådda kokainbruk på den berömda nattklubben Studio 54 i New York. FBI-agenter intervjuade alla inblandade och oberoende specialåklagaren Arthur Christy sammanställde 1979-1980 i tystnad en rapport som kom fram till att trovärdiga vittnesmål och tillräckliga bevis saknades i fallet Hamilton Jordan. Civiletti har lakoniskt kommenterat uppgifterna om Jordans kokainbruk: "We found out that the people who said they had such information were bums." Behovet av en oberoende specialåklagare i USA hade uppstått som resultat av Watergateaffären. Christys utredning av Hamilton Jordan var det första fallet som undersöktes efter att den nya lagen om specialåklagare hade trätt i kraft.
Jordan kandiderade 1986 i demokraternas primärval inför senatsvalet i Georgia. Wyche Fowler vann primärvalet och blev sedan invald i USA:s senat.
Som chef för ATP var Jordan med om att grunda ATP-touren i tennis 1990. ATP-tourens grundande resulterade i utmärkelsen Sports Executive of the Year.
I presidentvalet i USA 1992 stödde Jordan Ross Perot. Han hörde till Perots kampanjstab. Jordan är känd för att ha bekämpat lymfom, melanom och prostatacancer. Hans memoarbok om politiken och cancern, No Such Thing as a Bad Day, utkom 2000.
Jordan har skrivit boken Crisis om sin roll i de hemliga förhandlingarna under gisslankrisen i Iran.
Jordans son Hamilton är gitarrist i heavy metal-bandet Genghis Tron.